# Gyula Bárdos
Gyula Bárdos (výsl. [ďula bárdoš] / [ɟʊla baːrdoʃ]IPA, * 15. března 1958 Bratislava) je slovenský politik maďarské národnosti, exposlanec NR SR a bývalý místopředseda SMK-MKP.

## Životopis
Vystudoval maďarštinu a slovenštinu na Filozofické fakultě Univerzity Komenského v Bratislavě. V letech 1983–1992 pracoval jako novinář v maďarsky psaných periodikách.

### Politická kariéra
V letech 1992–1994 byl mluvčím MKDH, v parlamentních volbách roku 1994 byl za tuto stranu na kandidátce Maďarské koalice zvolen poslancem NR SR.
Ve volbách roku 1998 kandidoval za sjednocenou SMK-MKP a stal se se předsedou její parlamentní frakce. Poslancem NR SR byl zvolen ještě ve volbách roku 2006 a volbách 2006. Ve volbách 2010 ani volbách 2012 se strana do parlamentu nedostala.
V období let 2010–2012 byl předsedou Republikové rady SMK-MKP, poté členem předsednictva strany a také stranickým kandidátem v prezidentských volbách na Slovensku v roce 2014. Byl první osobou maďarské národnosti na Slovensku, která na tento post kandidovala. V prvním kole přímých voleb skončil na 5. místě se ziskem 97 035 hlasů (5,10 % odevzdaných hlasů) a do druhého kola tak nepostoupil.

### Soukromý život
Gyula Bárdos žije ve městě Senci. Je ženatý s redaktorkou a moderátorkou maďarské sekce RTVS Ágnes Bárdos. Mají spolu dvě již dospělé dcery Judit a Kingu.